# Gammelost

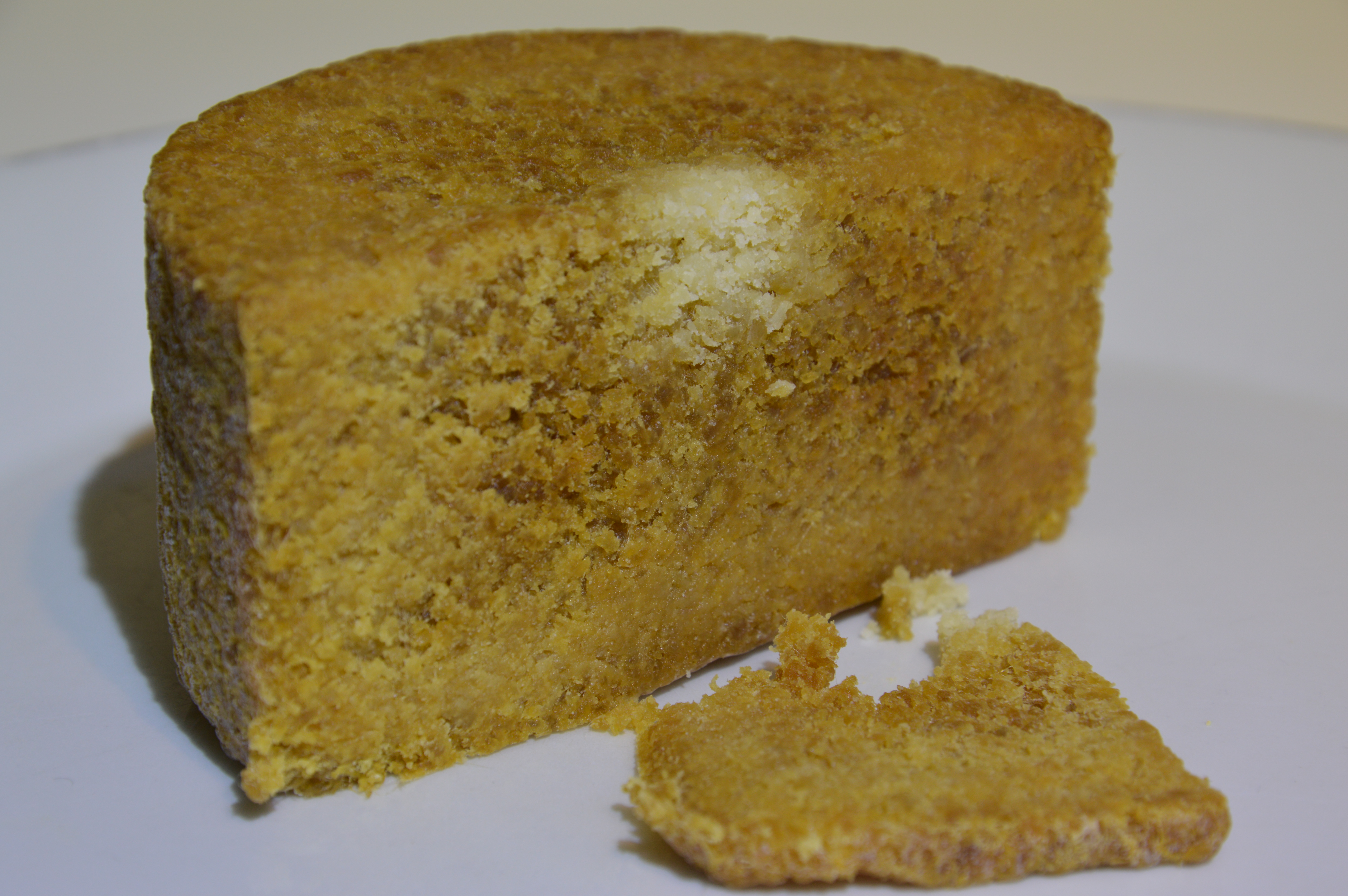
Gammelost

Gammelost lub Gamalost – jeden z rodzajów sera, który produkowany jest w Norwegii z mleka krowiego. Ser ten zaliczany jest do dojrzałych serów twarogowych i charakteryzuje się pikantnym smakiem oraz zapachem.
Gammelost jest brązowo-żółtym serem, ma ostry smak i aromat, przypominający ser camembert. 
Zaletą tego sera jest możliwość przechowywania go bez potrzeby schładzania.